# Forgács Tamás
Forgács Tamás (Kőszeg, 1959. május 10. –) nyelvész, a Szegedi Tudományegyetem egyetemi tanára, a Magyar Tudományos Akadémia doktora. Kutatási területe a magyar nyelvészet, ezen belül főként a nyelvtörténet, a szintaxis és a frazeológia. 2006 és 2024 között a Szegedi Tudományegyetem Bölcsészet- és Társadalomtudományi Kar Magyar Nyelvi és Irodalmi Intézet Magyar Nyelvészeti Tanszékének tanszékvezető egyetemi tanára.

## Pályája
Egyetemi tanulmányait a szegedi József Attila Tudományegyetem magyar-német szakán végezte, ahol 1983-ban okleveles magyar–német szakos – hároméves magyar nyelvtörténeti speciális képzéssel kiegészített – középiskolai tanári diplomát szerzett. Ugyanebben az évben tanársegédként kezdett el dolgozni a József Attila Tudományegyetem Bölcsészettudományi Karának Magyar Nyelvészeti Tanszékén.
1988-tól a JATE adjunktusa lett, majd 1988 és 1993 között öt éven át magyar lektorként dolgozott Németországban a göttingeni Georg-August-Universität Finnugor Szemináriumában.
1997-től egyetemi docens, ugyanebben az évben intézetvezetői megbízást kapott a JATE, majd az SzTE Magyar Nyelvi és Irodalmi Intézetének élére, melyet 3 cikluson keresztül, 2010-ig vezetett. 2006-tól 2024-ig az SzTE Magyar Nyelvészeti Tanszékét is vezette. 2005-ben habilitált egyetemi docenssé nevezték ki, 2020 szeptemberétől pedig egyetemi tanári kinevezést kapott.
Közben két tanévben (2012–2013, illetve 2014–2015) vendégprofesszorként tanított a Bécsi Egyetem Finnugor Intézetében. Ezenkívül számos hungarológiai vagy finnugrisztikai intézménybe hívták meg blokkosított kurzusokat tartani (Turku, Pozsony, Göttingen és München).
2002-2014 között 3 cikluson keresztül az SzTE BTK oktatási dékánhelyettese, 2013 és 2020 között pedig az SzTE Tanárképző Központjának a főigazgatója volt. 2021-től az SzTE Bölcsészettudományi Doktori Tanácsának elnöke.
Tanszék- és intézetvezetőként, oktatási dékánhelyettesként, majd az SzTE Tanárképző Központ főigazgatójaként hosszú időn át vett részt oktatásfejlesztési feladatokban is: ezek részben a magyar BA/MA, illetve a magyartanár szakok akkreditációjához, tantervi reformjaihoz kötődnek, de országos grémiumok tagjaként részt vett az osztatlan tanárképzés szerkezetének kialakításában is.

## Tudományos pályafutása
1985-től egyetemi doktor, 1995-ben védte meg a nyelvtudomány kandidátusi értekezését, 2005-ben habilitált, 2020-tól a Magyar Tudományos Akadémia doktora.
Több cikluson át a Magyar Tudományos Akadémia Nyelvtudományi Bizottságának tagja, később alelnöke és az MTA Doktori Tanácsának póttagja. 2002 és 2007 között a Nyelvtudományi Bizottság Magyar Nyelvészeti Munkabizottságának titkára volt. 2022-tól az MTA közgyűlési képviselője.
Alapító tagja, 2002. áprilisa óta egyúttal vezetője is az SzTE BTK Nyelvtudományi doktori iskolájában a Magyar nyelvészeti alprogramnak.
A kutatómunkájában kezdetektől a nyelvtörténet dominál, ehhez csatlakozott később a frazeológia is. Mindkét témakörben számos tanulmánya jelent meg bel- és külföldön egyaránt, de publikált hét könyvet és két német nyelvű tankönyvet is ezekben a témákban.
Három sikeres magyarországi kutatási projekt témavezetője, egy nemzetközi kutatási projekt magyarországi vezetője, egy másiknak pedig magyarországi társkutatója volt. Több mint 50 hazai és nemzetközi konferencián vett részt, mindegyiken előadással. Kezdeményezője és mindegyik alkalommal főszervezője, ill. elnöke vagy társelnöke a tanszék által rendezett nyelvtörténeti konferenciáknak, amelyek 1998 óta két évente kerülnek megrendezésre.

## Díjai, elismerései
- Széchenyi Professzori Ösztöndíj (1998)
- Széchenyi István Ösztöndíj (2003)[14]
- Pro Universitate díj (2006)
- Kiváló magyar szótár díj (2007)[15]
- Pro Facultate Philosophiae díj (2014)
- Magyar Felsőoktatásért Emlékplakett (2014)
- Dékáni Kitüntető Oklevél (2024)
- Arany Penna Díj a Tinta Könyvkiadótól (2024)[16]

## Válogatott publikációinak listája

### Könyvek
- Forgács Tamás 1996: A valenciaelmélet nyelvtörténeti alkalmazásának elméleti és módszertani kérdései (a Müncheni Kódex Máté-evangéliumából készített igeszótárral szemléltetve). Studia Uralo-Altaica. Supplementum 5. Universitas Szegediensis de Attila József Nominata, Szeged.
- Forgács Tamás 2003: Magyar szólások és közmondások szótára. Mai nyelvünk állandósult szókapcsolatai példákkal szemléltetve. Tinta Könyvkiadó, Budapest.
- Forgács Tamás 2005: „Állati” szólások és közmondások. A felfuvalkodott békától a szomszéd tehenéig. Akadémiai Kiadó, Budapest.
- Forgács Tamás 2007: Bevezetés a frazeológiába. A szólás- és közmondáskutatás alapjai. Segédkönyvek a nyelvészet tanulmányozásához 69. Tinta Könyvkiadó, Budapest.
- Forgács Tamás 2013: Magyar szólások és közmondások szótára. Bővített és átdolgozott kiadás. Akadémiai Kiadó, Budapest.
- Forgács Tamás 2021: Történeti frazeológia. A történeti szólás- és közmondáskutatás kézikönyve. Segédkönyvek a nyelvészet tanulmányozásához 218. Tinta Könyvkiadó, Budapest.
- Forgács Tamás 2024: Kresznerics Ferenc: Válogatott Köz-mondások. Betűhű szövegkiadás. Szerkesztette, bevezetéssel és jegyzetekkel ellátta Forgács Tamás. Tinta Könyvkiadó, Budapest.

### Tankönyv
- Forgács Tamás 2001: Ungarische Grammatik. Wien, Edition Praesens.
- Forgács Tamás 2004a: Ungarische Grammatik. 2., verbesserte Auflage. Wien, Edition Praesens.

### Válogatott könyvfejezetek
- Forgács Tamás 2004a: Grammatikalisierung und Lexikalisierung in phraseologischen Einheiten. In: Palm-Meister, Christine (szerk.): EUROPHRAS 2000. – Internationale Tagung zu Phraseologie vom 15 – 18. Juni 2000 in Aske/Schweden. Stauffenburg Verlag, Tübingen. 137–149.
- Forgács Tamás 2004b: Unikale Komponente in ungarischen Phraseologismen. In: Földes Csaba (szerk.): Res humanae proverbiorum et sententiarum. Ad honorem Wolfgangi Mieder. Gunter Narr Verlag, Tübingen. 115–127.
- Forgács Tamás 2007: Morphosyntaktische Aspekte des Phraseologisierungs-prozesses. In: Jesenšek, Vida – Fabčič, Melanija (szerk.): Phraseologie kontrastiv und didaktisch. Neue Ansätze in der Fremdsprachenvermittlung. Zora 47. Filozofska Fakulteta Maribor, Maribor. 221–246.
- Forgács Tamás 2010: Phraseologische Einheiten im Spiegel der lexikalischen Bedeutung. In: Korhonen, Jarmo – Mieder, Wolfgang – Piirainen, Elisabeth – Piñel, Rosa (szerk.): Phraseologie global – areal – regional. Akten der Konferenz EUROPHRAS 2008 vom 13.–16. 8. 2008 in Helsinki. Gunter Narr Verlag, Tübingen. 389–397.
- Forgács Tamás 2014: Über das parömische Minimum des Ungarischen. Proverbium. Yearbook of International Proverb Scholarship 31: 255–278.
- Forgács, Tamás 2015: From Old Hungarian to Modern Hungarian. In: Peter, O Müller; Ingeborg, Ohnheiser; Susan, Olsen; Franz, Rainer (szerk.) Word-Formation : An International Handbook of the Languages of Europe. Volume 3. Berlin, Németország, Boston (MA), Amerikai Egyesült Államok : De Gruyter Mouton. 2079-2096.
- Forgács, Tamás 2022: Lexikologische Ursachen für Rückgang und Schwund phraseologischer Einheiten. In: Bradley, Jeremy (szerk.) Tonavan Laakso. Eine Festschrift für Johanna Laakso. Wien, Praesens Verlag 149-170.
- Forgács, Tamás 2023: Tabuisierung als Quelle von phraseologischem Wandel. In: Colson, Jean-Pierre (szerk.) Phraseology, Constructions and Translation : Corpus-based, computational and cultural aspects. Louvain, Belgium : Université Catholique de Louvain (UCL) 119-128.

### Válogatott folyóirat-tanulmányok
- Forgács, Tamás 1991: Satzmuster und Genus verbi im Ungarischen. Finnisch-ugrische Forschungen 50, 125–146.
- Forgács, Tamás 1994: Weitere Gedanken über Genus verbi im Ungarischen. Finnisch-ugrische Forschungen 52, 135-154
- Forgács, Tamás 1997: Észrevételek Hadrovics Lászlónak "A magyar Huszita Biblia német és cseh rokonsága" című tanulmányával kapcsolatban. Magyar Nyelv 93, 265-281.
- Forgács, Tamás 2001: Die postalveolare Assimilation und ihre Ausnahmen - aus der Sicht der ungarischen Sprachgeschichte. Acta Linguistica Hungarica 48, 371-387.
- Forgács, Tamás 2003: Lexikalizálódási és grammatikalizálódási folyamatok frazeológiai egységekben. Magyar Nyelv 99, 259-273.
- Forgács Tamás 2004: Grammaticalisation and preverbs. Acta Linguistica Hungarica. 51: 1–40.
- Forgács, Tamás 2014: Adalékok a szerencsétlen flótás és a megtanítja kesztyűbe dudálni szólások eredetének kérdéséhez. Magyar Nyelv 110, 322-334.
- Forgács, Tamás 2015: Még egyszer a dz fonémastátuszáról. Magyar Nyelv 111, 421-432.
- Forgács, Tamás 2018: Adalékok Simon bíró szólásunk jelentéséhez és keletkezéséhez. Magyar Nyelv 114, 334-344.
- Forgács, Tamás 2021: Balázs iszákja. Ismeretlen frazémák azonosításának és értelmezésének módszertani kérdései. Magyar Nyelv 117, 60-69.
- Forgács, Tamás 2023: Nyakába rántja a büdös berhét: Adalékok néhány régi szólásunk értelmezéséhez. Magyar Nyelv 119, 76-87.
- Forgács, Tamás 2024: Szólásmagyarázatok a kemence tájékáról. Magyar Nyelv 120, 71-81.